# شرلوک جونیور
شرلوک جونیور (به انگلیسی: Sherlock, Jr) فیلمی ۴۴ دقیقه‌ای به کارگردانی باستر کیتون با بازی باستر کیتون است.